# Jean IV de Vergy
Jean IV de Vergy, né vers 1380 et mort en 1460 ou 1461, est le fils de Guillaume III de Vergy et de son épouse Isabelle von Rappoltstein, dite aussi Isabelle de la Haute-Ribeaupierre. Par divers héritages, il est seigneur de Fouvent, de Port-sur-Saône, de Montenot, de Vignory, de Lafauche et de Saint-Dizier, ainsi que sénéchal héréditaire de Bourgogne.
En tant que sénéchal, il accompagne le duc Jean sans Peur à Montereau où il est assassiné. Il est également aux côtés du nouveau duc Philippe le Bon lors du traité de Troyes qui déshérite le dauphin et assiste au mariage du roi d'Angleterre Henri V avec la princesse française Catherine de Valois.
Il combat ensuite avec le comte de Vandémont, allié des Bourguignons, contre René d'Anjou pour la succession du duché de Lorraine. Mais malgré leur victoire, Antoine de Vaudémont ne parvient pas à s’accaparer du duché. Il combat ensuite contre Guillaume de Châteauvillain, un seigneur rival bourguignon qui s'est rallié au roi de France, et détruit la plupart de ses forteresses.
En reconnaissance de sa bravoure, le duc Philippe le Bon le fait chevalier de l'ordre de la Toison d'or et le nomme gouverneur de Bourgogne lorsqu'il se déplace pour signer traité d'Arras, marquant la fin de la guerre civile entre Armagnacs et Bourguignons. Il combat ensuite pour le roi de France et libère le Bassigny et le pays de Langres de la présence des Anglais, puis des bandes de routiers.
Au cours des dernières années de sa vie, il s'occupe principalement à régler des problèmes de propriété et des questions d'héritage. N'ayant pas d'enfant mâle, il désigne comme successeur son cousin Charles de Vergy, seigneur d'Autrey. Il meurt en 1460 et est inhumé dans l'abbaye de Theuley.

## Biographie

### Début de carrière
Jean IV de Vergy est issu de la maison de Vergy, une famille ancienne et importante du duché de Bourgogne, dont les premiers membres connus remontent au Xe siècle. Il est le fils de Guillaume III de Vergy, seigneur de Port-sur-Saône, et de son épouse Isabelle von Rappoltstein, dite aussi Isabelle de la Haute-Ribeaupierre,.
Il est également le neveu d'Antoine de Vergy, comte de Dammartin et élevé à la dignité de maréchal de France en 1422 par le roi d’Angleterre Henri V, qui avait pris le titre de régent de France pendant la maladie de Charles VI.
Au moment de la mort de son père Guillaume III de Vergy en 1396, tué à la bataille de Nicopolis, il devient à son tour seigneur de Port-sur-Saône, mais étant encore mineur, il est placé sous la garde de sa mère. Dans son intérêt, son grand-père paternel Jean III de Vergy, seigneur de Fouvent et de Champlitte, substitue aux aînés mâles de la famille le château, la ville et les terres de Montenot ainsi qu'un sixième de la saline de Salins par une charte 24 mars 1399. Louis II de Chalon, comte de Tonnerre, approuve cette donation en 1403, car mouvante de son fief de Chastel Belin.
En 1408, il hérite de la seigneurie de Lafauche à la mort de sa tante Jeanne de Dampierre-Saint-Dizier, veuve de Jacques de Vergy, frère de Guillaume III avec qui il est mort lors de la bataille de Nicopolis en 1396.
Peu après 1410, au décès de sa mère, il hérite de la moitié de la seigneurie de Vignory. Vers la même période, il hérite également de l'autre moitié de Vignory ainsi que du tiers de Saint-Dizier de sa tante maternelle, Jeanne von Rappoltstein,. Jean III de Vergy, grand-père de Jean IV, avait déjà essayé de s’approprier la seigneurie de Vignory à la suite de son mariage en secondes noces avec Jeanne de Vienne, veuve d'Édouard de Dampierre-Saint-Dizier, dernier seigneur de Saint-Dizier et de Vignory issu de la maison de Dampierre et mort en 1401 sans héritier. Le château de Vignory était alors en fort mauvais état, aussi Jean projette d'en faire relever les remparts mais n'en a pas les moyens financiers. En 1416, il passe un accord avec les habitants de la ville pour leur aide, en échange de quoi il s'engage à leur bailler annuellement la somme de 100 écus d'or et à leur abandonner pendant trois ans la somme de 24 livres qu'ils lui devaient pour le ban du vin.
En 1418, à la mort de son grand-père Jean III de Vergy, lui et son oncle Antoine de Vergy se partagent la succession le 10 octobre 1418 au château de Champlitte. En tant qu'héritier de la branche aînée de la famille, Jean reçoit la seigneurie de Fouvent et la sénéchaussée de Bourgogne avec ses droits, parmi lesquels une rente annuelle de 200 livres tournois, une maison à Dijon ainsi que des vignes autour de la ville, ainsi que ce possédait son grand-père sur Vignory et Saint-Dizier à la suite de son mariage en secondes noces avec Jeanne de Vienne dont il a hérité du douaire, tandis qu'Antoine reçoit la seigneurie de Champlitte.

### Au service du duc de Bourgogne

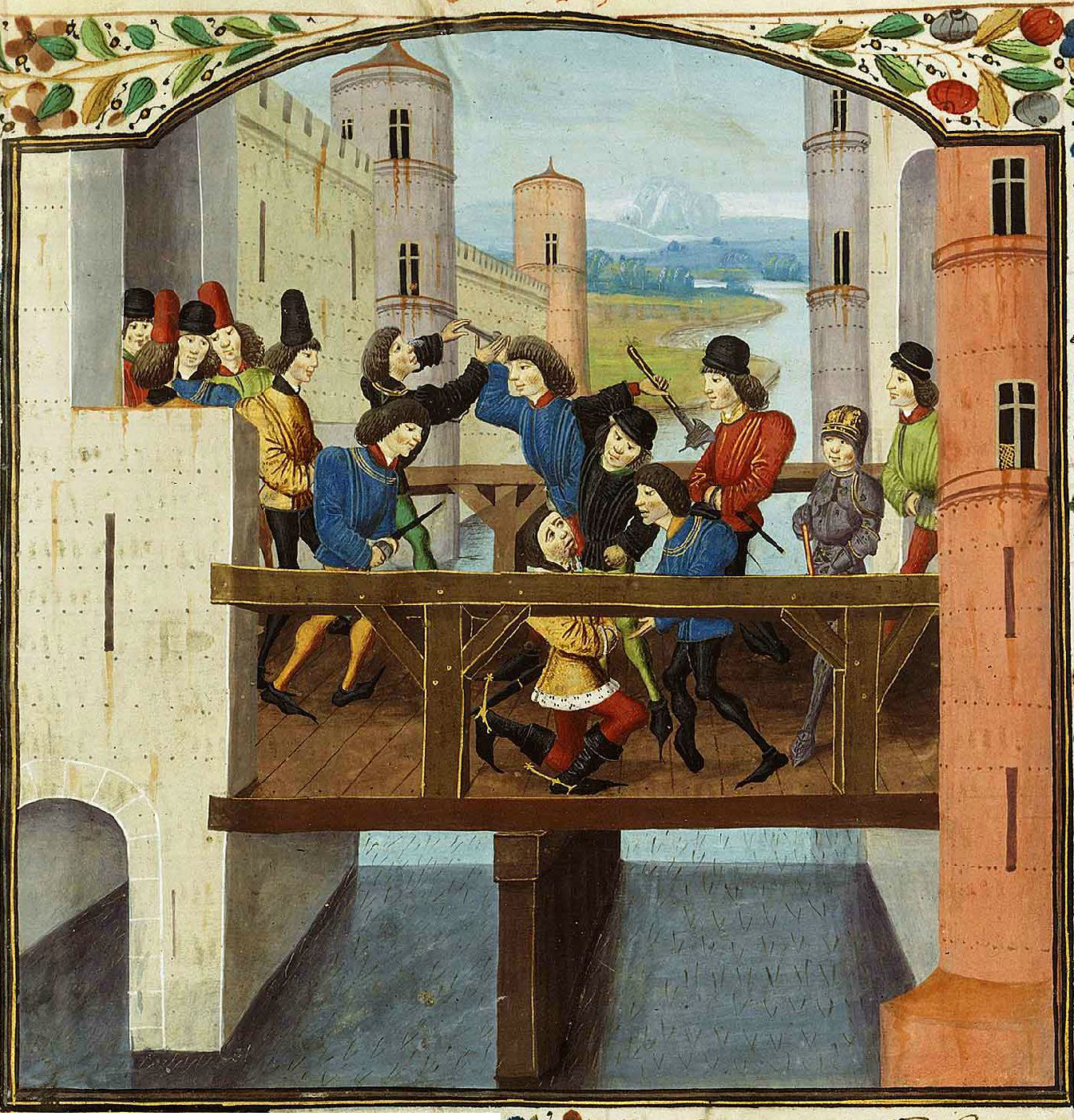
Assassinat de Jean sans Peur au pont de Montereau, Maître de la Chronique d'Angleterre, BnF, département des manuscrits, ms. Français 2680, 288.

Alors que la guerre de Cent Ans s'enlise et que la guerre civile entre Armagnacs et Bourguignons affaiblit le royaume de France, le dauphin Charles VII, âgé de seulement seize ans, projette de rencontrer le duc de Bourgogne Jean Ier, dit Jean sans Peur afin de consolider le traité du Ponceau.
En sa qualité de sénéchal, Jean IV de Vergy ainsi que son oncle Antoine de Vergy accompagnent le duc à cette entrevue qui a lieu le 10 septembre 1419 à Montereau. Le duc est informé que l'on veut attenter à sa vie et fait renforcer sa sécurité. Le dauphin et le duc se rencontrent sur un pont sur l'Yonne, chacun accompagné de dix chevaliers, mais une altercation éclate et Jean sans Peur est assassiné par les Français tandis que le dauphin est évacué.
Le corps de Jean sans Peur est alors ramené à Dijon et son fils Philippe le Bon devient le nouveau duc de Bourgogne. Ce dernier se rapproche des Anglais afin de venger le meurtre de son père. Avec le roi Henri V d'Angleterre, ils imposent au roi Charles VI, atteint de maladie mentale, une alliance contre son fils aîné, dont la légitimité est mise en cause. Jean IV accompagne le nouveau duc à Troyes où il assiste à la signature d'un traité le 21 mai 1420 qui prévoit que le roi de France Charles VI aura pour successeur après sa mort son gendre, le roi d'Angleterre Henri V, au détriment du dauphin. Puis, le 2 juin 1420, toujours à Troyes, il assiste au mariage du monarque anglais avec Catherine de Valois, fille du roi Charles VI le Fou et de la reine Isabeau de Bavière.

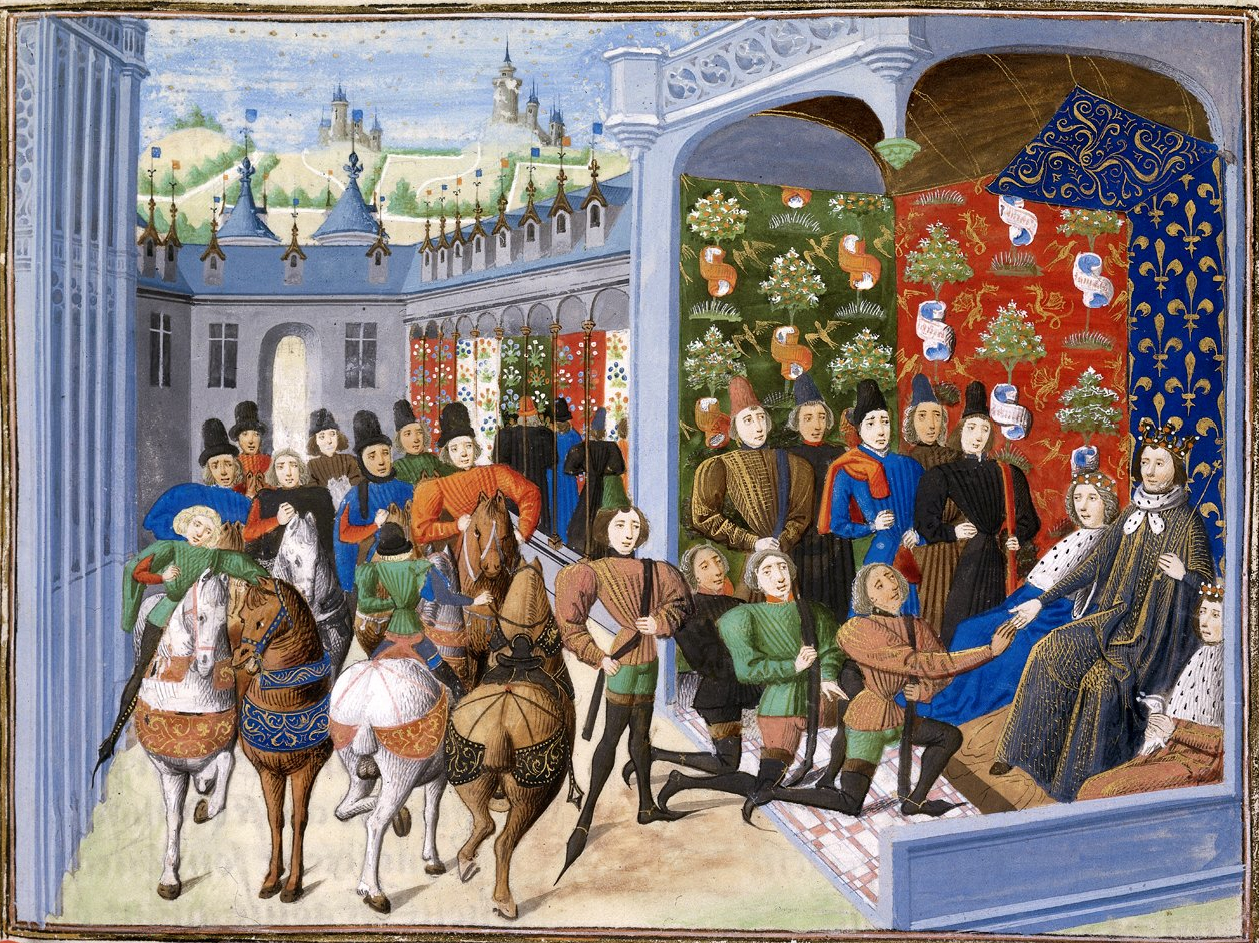
Charles VI (roi de France) et Isabeau de Bavière durant le traité de Troyes. Chroniques de Jean Froissart, British Library, Harley 4380, 40, c. 1470-1472.

### Au secours du comte de Vaudémont
En 1420, René d'Anjou, comte de Guise et duc de Bar, épouse l'héritière du duc de Lorraine Charles II dit le Hardi, tandis qu'Antoine de Vaudémont, comte de Vaudémont et seigneur de Joinville, espérait hériter du duché de son oncle et n'hésitait pas à le faire savoir. Cela provoque la colère de Charles II, qui se brouille alors avec le comte de Vaudémont et le déshérite en 1425 avant de prend les armes contre lui, aidé par son gendre René d'Anjou.
Antoine de Vaudémont s'allie avec le duc de Bourgogne Philippe le Bon, qui envoie Jean IV de Vergy à son secours avec le maréchal de Bourgogne Antoine de Toulongeon et son oncle Antoine de Vergy. En 1430, l'armée bourguignonne libère le château de Chappes qui est assiégé par le duc de Bar.
Le 2 juillet 1431, peu après la mort du duc de Lorraine Charles le Hardi, Antoine de Vaudémont aidé des Bourguignons attaque l'armée de René d'Anjou aidée par son beau-frère le roi Charles VII qui lui a envoyé les troupes du chevalier Arnault Guilhem de Barbazan. La bataille a lieu près de Bulgnéville et l'armée lorraine est en déroute tandis que René d'Anjou est fait prisonnier. Antoine de Vaudémont pense être le vainqueur, mais il ne peut prendre possession du duché de Lorraine face à l'opposition du roi Sigismond de Luxembourg.

### Rivalité avec Guillaume de Châteauvillain

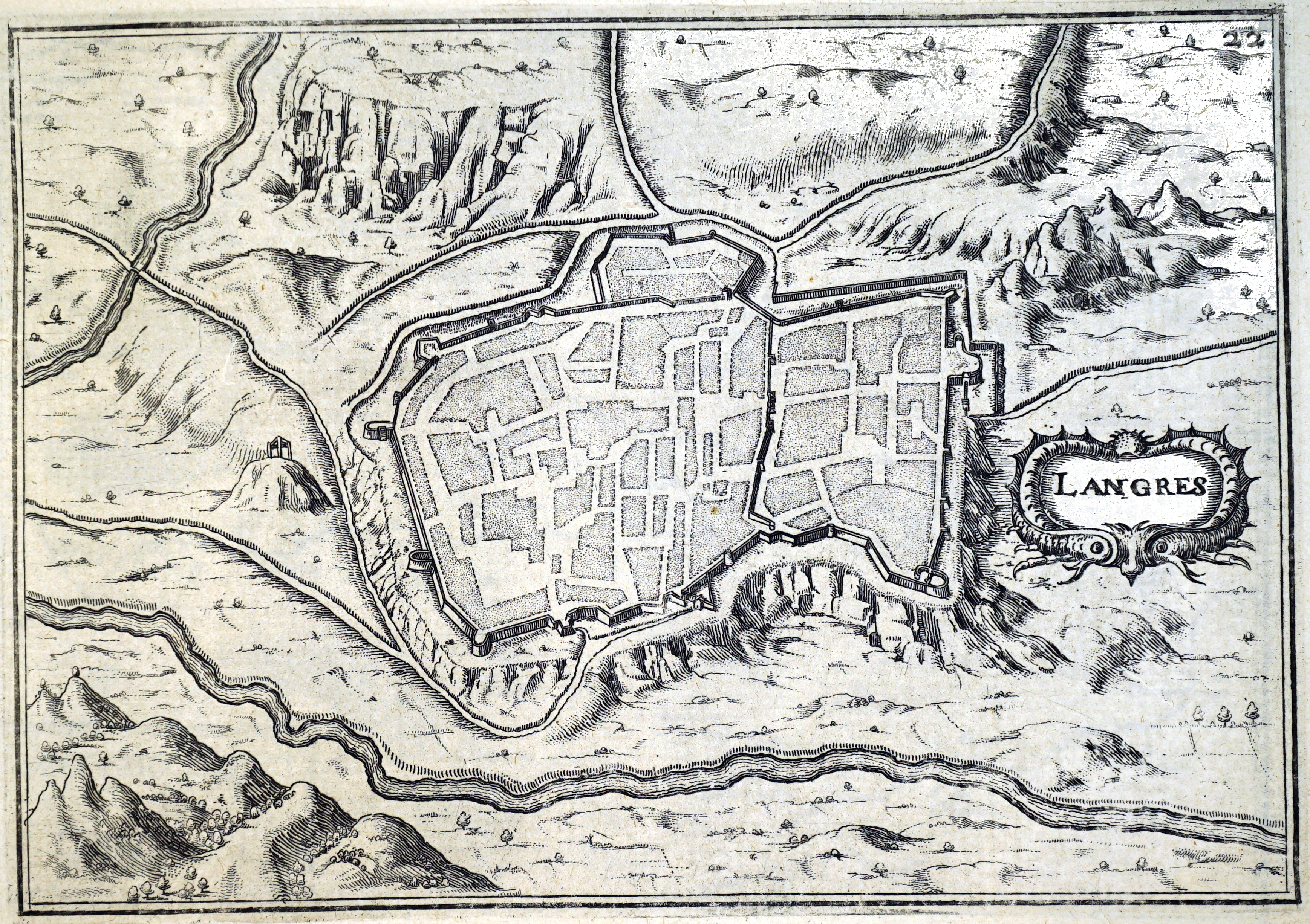
Plan de Langres et de ses fortifications en 1634, par Christophe Tassin.

Au début du XVe siècle éclate une dispute entre Jean IV de Vergy et Guillaume de Châteauvillain, seigneur de Châteauvillain, Grancey, Pierrepont et Nully, tous deux attachés au service du duc de Bourgogne. Cette querelle est probablement due à la succession de Yolande et Isabelle de Bar, filles d’Érard de Bar, seigneur de Pierrepont et Ancerville, sur laquelle tous deux prétendaient avoir des droits. En 1433, criblé de dettes et devant notamment payer une forte rançon aux Français, Guillaume de Châteauvillain quitte le parti bourguignon et se rallie au roi Charles VII. Il lance un défi à Jean IV, et apprenant sa défection, le duc de Bourgogne lance une armée contre lui, emmenée par Jean IV, son oncle Antoine, Guillaume de Bauffremont, Guillaume de Vienne et Jean de Neufchâtel,.
Jean IV et l'armée bourguignonne prennent une par une toutes les places fortes de Guillaume, forcé de se retirer à Langres, et arrivent devant le château de Grancey pour en faire le siège. Celui-ci dure trois mois avant que le château ne soit pris et démantelé, malgré le secours de Robert de Baudricourt. La ville est ensuite donnée au duc de Bourgogne qui la rend à Bernard de Châteauvillain, seigneur de Thil et frère de Guillaume mais resté fidèle au duc,.
Jean IV continue ses attaques et prend ensuite Châteauvillain même, dernière place-forte de Guillaume, avant de ravager les abords de Langres où Guillaume s'était réfugié et dont il est gouverneur pour le roi,.

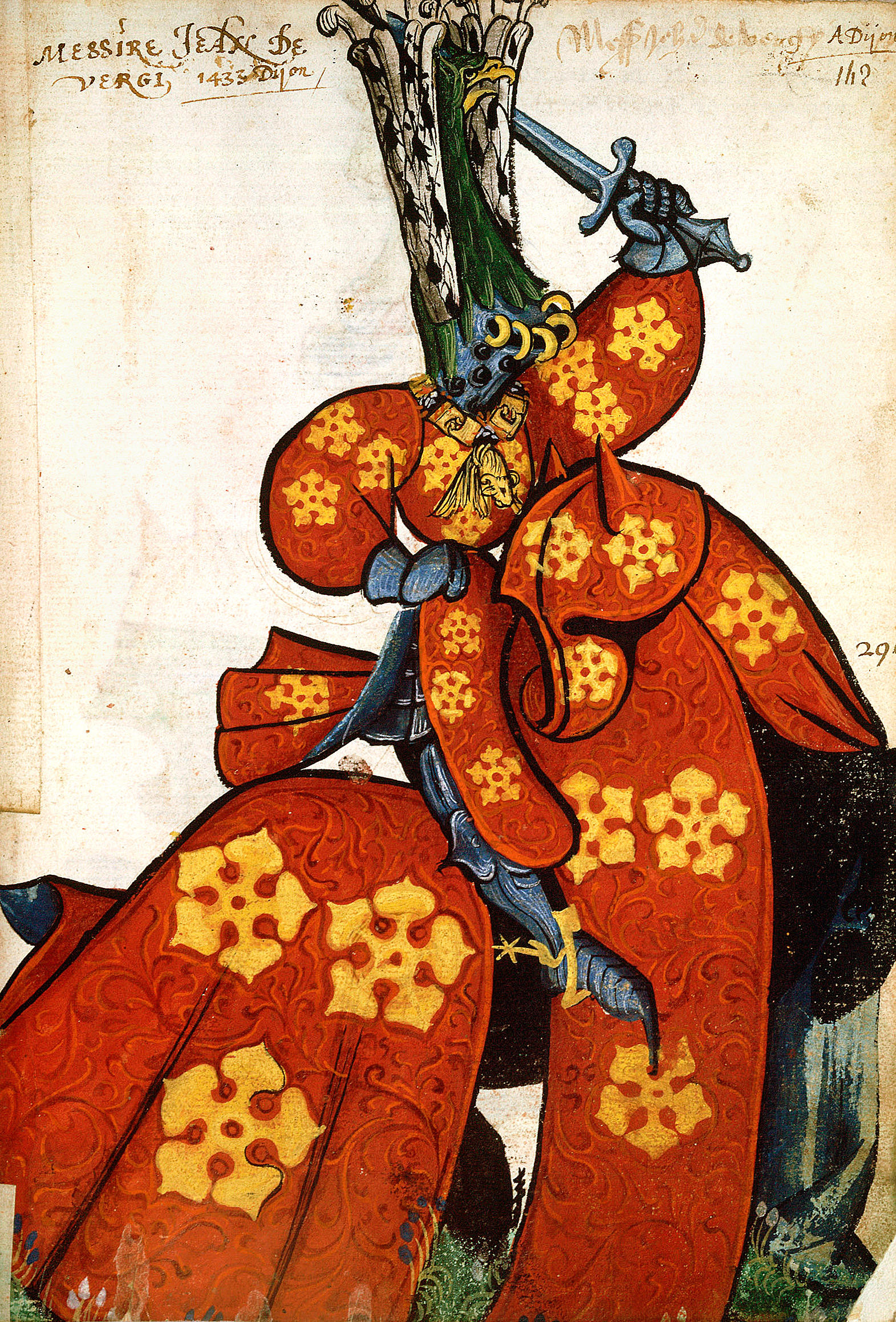
Jean IV de Vergy en chevalier de la Toison d'Or, dans Le grand armorial équestre de la Toison d'or, manuscrit BNF Arsenal 4790.

### Un important seigneur bourguignon
Bien que son titre de sénéchal de Bourgogne soit héréditaire et qu'il soit l'un des plus puissants seigneurs bourguignons, Jean IV de Vergy a fait la preuve par ses actes de ses compétences au duc. Pour le remercier de ses services et en reconnaissance de ses qualités guerrières, il est fait le 31e chevalier de la Toison d'or et est intronisé lors du chapitre de 1433 à la Sainte-Chapelle de Dijon. Il est le deuxième membre de sa famille à avoir été intronisé après son oncle Antoine de Vergy, un des membres fondateurs de l'ordre.
Puis, en 1435, alors que le duc Philippe le Bon s'en va signer le traité d'Arras avec le roi de France Charles VII qui va mettre fin à la guerre civile entre Armagnacs et Bourguignons, Jean IV de Vergy reste à Dijon où il est nommé gouverneur de Bourgogne, afin de conduire les affaires du pays en l'absence du duc.
Au retour du duc dans ses états, Jean IV de Vergy entre avec lui dans l'obédience du monarque français, auquel il restera fidèle le restant de sa vie.

### Au service du roi de France
Après le traité d'Arras, Jean IV de Vergy sert fidèlement les intérêts du roi de France. Il chasse les Anglais, ses anciens alliés, du Bassigny, sur les marches du Barrois et de la Lorraine. Il reprend ainsi tour à tour les places-fortes de Montigny-le-Roi, de Coiffy et de Nogent-en-Bassigny. Mais pour abandonner ce château et la ville, Jean IV doit leur payer comptant la somme de trois-mille écus d'or. Il demande alors aux habitants de lui rembourser ce montant mais ils en sont incapables. Le roi accepte de lui laisser Nogent jusqu'au paiement de la somme convenue, ce qui est fait plusieurs années plus tard. Jean IV rencontre le roi à Langres en 1440 pour lui rendre la ville, qui est enfin réunie au domaine royal,.
En 1437, il envoie des émissaires à Chinon où réside Marguerite de la Roche-Guyon, qu'il projette d'épouser. Celle-ci est la fille de Guy VI de la Roche-Guyon, familier du roi et mort à la bataille d'Azincourt en 1515, et de son épouse Perrette de la Rivière, elle-même fille de Bureau de la Rivière, grand chambellan des rois Charles V et Charles VI. Les émissaires se présentent devant la mère de la jeune femme et une promesse de mariage est conclue le 18 mars 1437, la dot étant de 15 000 livres, dont le roi Charles VII promit d'en payer 5 000. À la suite de cet acte, Jean IV devient un des conseillers et chambellans ordinaires du roi.

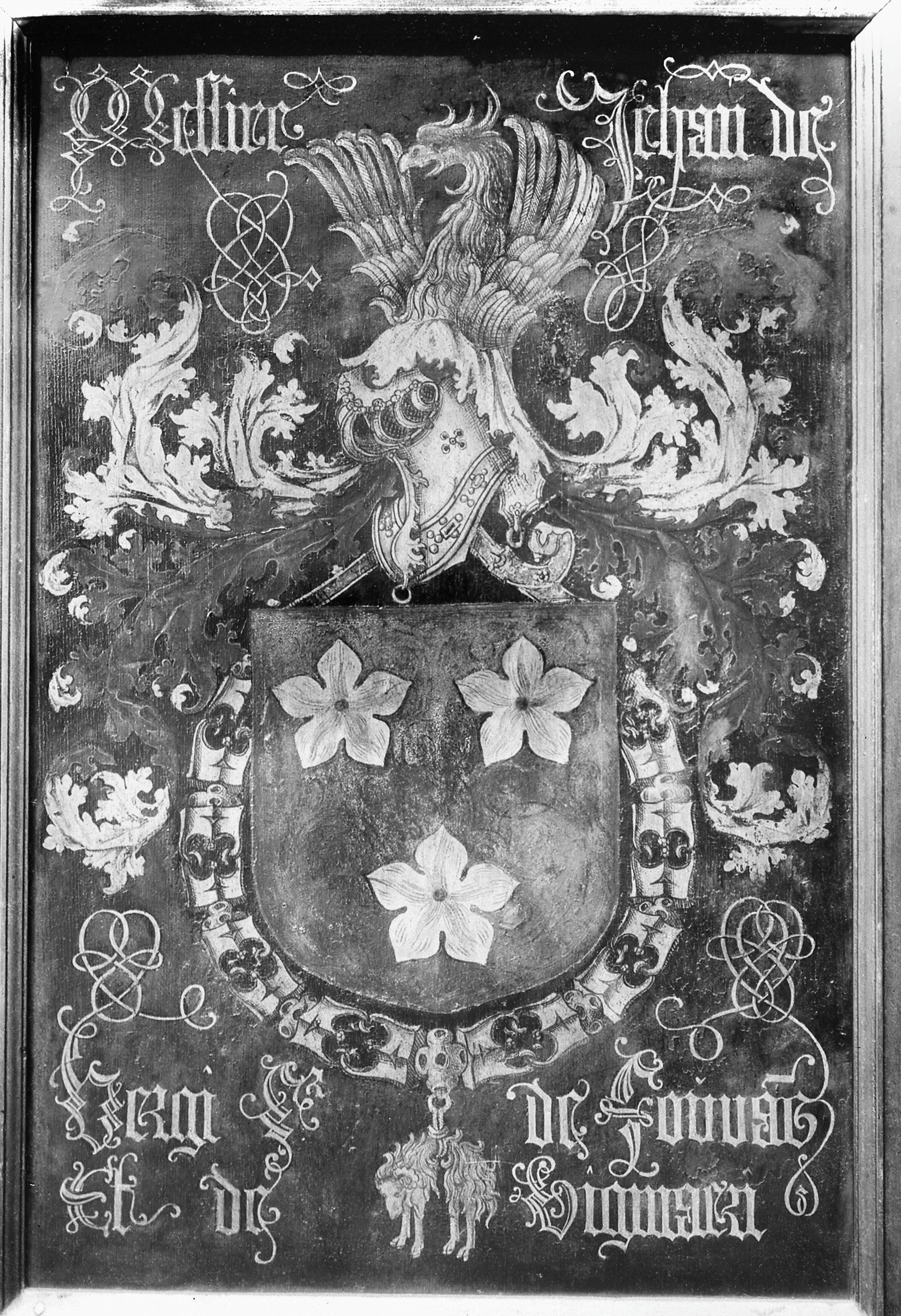
Blason de Jean IV de Vergy dans l'église Saint-Jacques de La Haye, dans laquelle les armoiries des chevaliers de la Toison d'or sont disposées autour du chœur.

En 1439, il combat des bandes d'écorcheurs menées par le bâtard de Bourbon, Antoine de Chabannes, Pierre Renault et d'autres chefs mercenaires. Ceux-ci venaient de piller Saint-Nicolas et La Mothe-en-Bassigny pour pénétrer dans le Bassigny. Il réussit à les repousser afin qu'ils ne puissent avancer en Bourgogne, dont il était le sénéchal, et parvient à en massacrer un grand nombre et à récupérer une partie de leur butin.

### Fin de vie
En 1438, il fait partie des seigneurs bourguignons  qui assistent son parent Jean de Grandson, seigneur de Pesmes, dans une querelles avec Jacques de Chabannes. L'année suivante, son oncle Antoine de Vergy meurt et Jean IV fait partie de ses héritiers.
Puis en 1442, il assiste à une rencontre entre le duc de Bourgogne et l'empereur Frédéric III à Besançon. L'année suivante, il devient l'un des héritiers de son oncle Antoine de Vergy. En 1445, il entame un procès au parlement avec le comte Antoine de Vaudémont à propos de la seigneurie de Lafauche. De ce fait, il ne peut se rendre au chapitre de la Toison d'Or à Gand, et Olivier de La Marche note l'absence d'un si noble chevalier qui avait envoyé des procureurs s'en excuser.
En 1450, alors qu'il est grièvement malade et se sentant en danger de mort alors qu'il est sans héritier mâle, il nomme comme successeur de ses titres son cousin Charles de Vergy, seigneur d'Autrey. Puis, au cours des années suivantes, il s'occupe principalement à régler des problèmes de propriété et des questions d'héritage.
Il meurt le samedi 19 avril 1460, veille de Quasimodo, et est inhumé dans l'abbaye de Theuley, où reposent déjà plusieurs de ses ancêtres.

## Famille

Blason des seigneurs de la Roche-Guyon : bandé d'or et d'azur, à la bordure de gueules.

### Mariages et enfants
Jean IV épouse en 1437 ou peu après Marguerite de La Roche-Guyon, fille de Guy VI de la Roche-Guyon et de son épouse Perrette de La Rivière. La plupart des chroniques donnent ce mariage sans enfant, mais certains historiens donnent une fille issue de ce mariage :
- Didière de Vergy, mariée par contrat du 15 janvier 1468 avec Charles de Bourbon, prince de Carency, fils de Jacques de Bourbon et de son épouse Antoinette de la Tour, mais ce mariage est sans postérité[8].

Quant à Marguerite de La Roche-Guyon, une fois veuve, elle vend son douaire, qui était de 300 livres à prendre sur la seigneurie de Fouvent et le partage de Vignory, puis se retire au château d'Hambye, en Normandie, auprès des enfants de sa nièce Marie de La Roche-Guyon. Elle meurt après 1482.